# Aleksey Vasilyevich Tyranov
Aleksey Vasilievich Tyranov (tiếng Nga: Алексей Васильевич Тыранов; 1808 - 3 tháng 8 năm 1859) là một họa sĩ người Nga. Khởi đầu cho sự nghiệp của mình, ông cùng anh trai đã sơn các biểu tượng và sau đó ông đã đến Xanh Pê-téc-bua để nghiên cứu tại Học viện, nơi ông đã học cùng với Alexey Venetsianov. Từ năm 1836, ông là học sinh của Karl Bryullov. Tyranov chủ yếu vẽ chân dung và cảnh thể loại, và ông trưng bày tại một số địa điểm trong thành phố trong suốt thập niên 1830 và 1840.

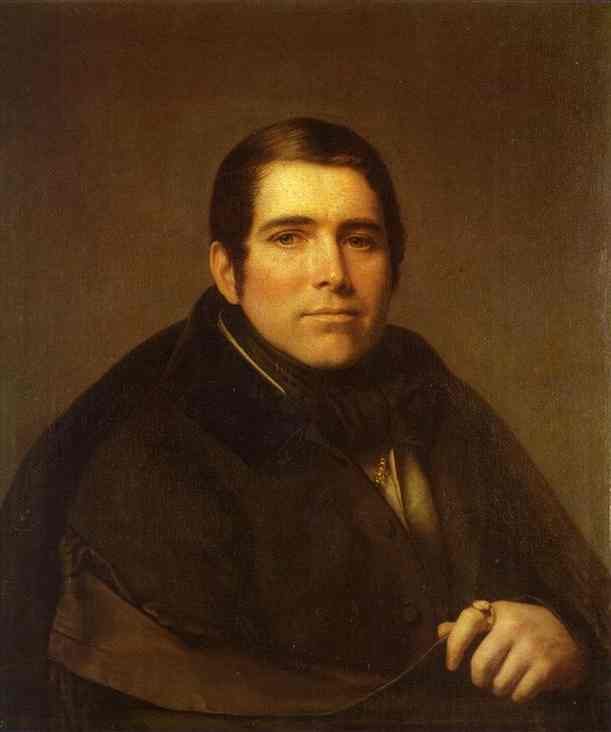
Pyotr Pletnev, 1836
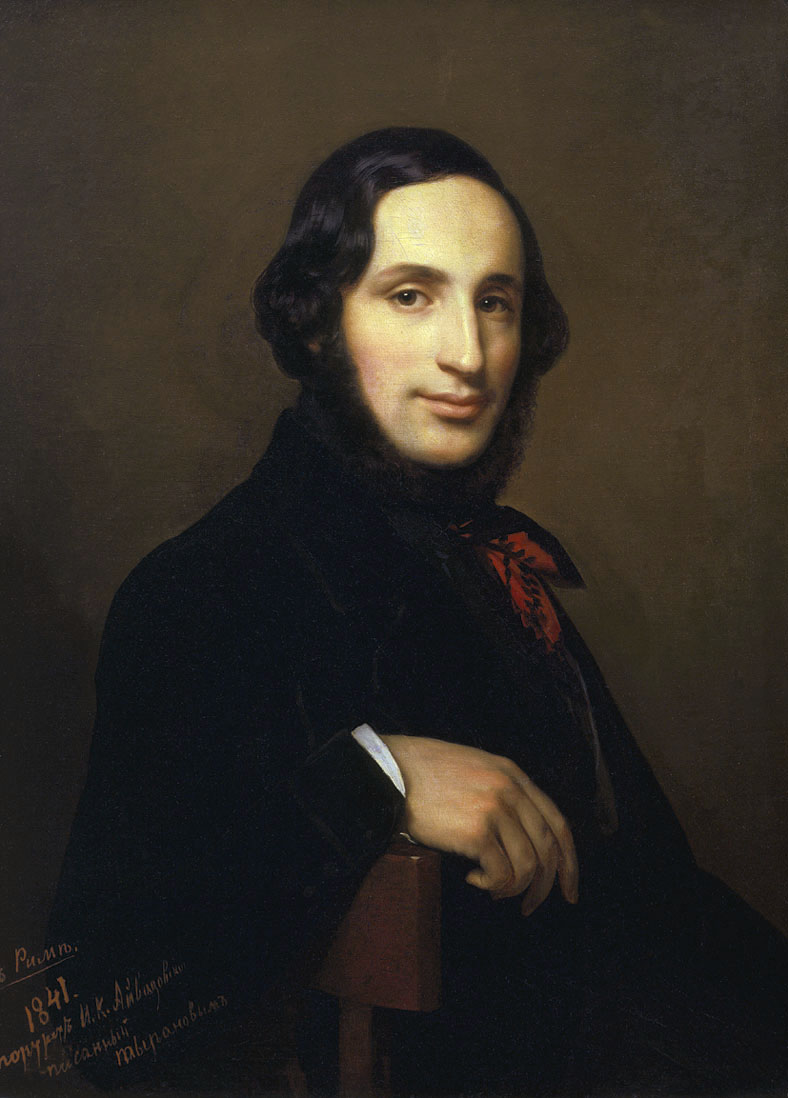
Ivan Aivazovsky, 1841